# 库尼亚塔伊
库尼亚塔伊是巴西圣卡塔琳娜州的一个市镇。总面积54.511平方公里，总人口1874人，人口密度34.4人/平方公里。